# 首都宾馆
39°54′01″N 116°24′11″E / 39.900361°N 116.403192°E

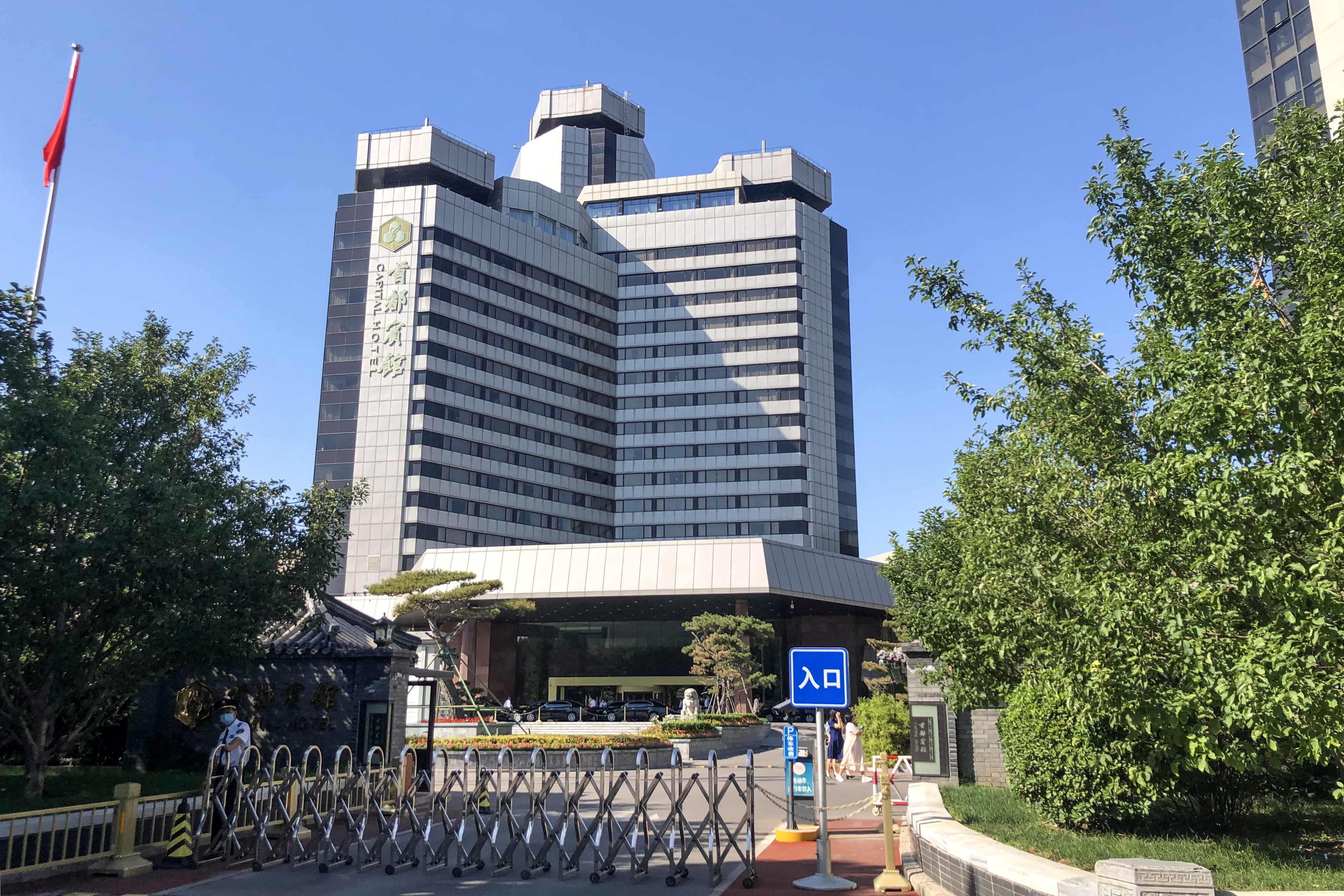
首都宾馆

首都宾馆，位于北京市东城区前门东大街3号，隶属国家机关事务管理局宾馆管理中心。

## 简介
首都大酒店是一家五星级酒店。酒店前身是“国务院机关事务管理局国宾接待处”，曾先后接待过数十个国家的100余个代表团、数十位外国元首和领导人。1988年，国务院机关事务管理局国宾接待处改建为“首都宾馆”，1989年3月试营业。
1992年，又与新加坡华联企业集团合资经营，对外名称为“首都大酒店”，2004年终止合资经营合同，开始自主经营。2007年3月，位于既有楼栋东南侧的首都大酒店B座建成启用。
该宾馆工商登记名称为首都宾馆，对外名称2019年1月1日恢复“首都宾馆”原名。